# Philippe Félix Dupuis
Pour les articles homonymes, voir Dupuis.
Philippe Félix Dupuis, né le 24 juillet 1824 à Lyon et mort le 29 avril 1888 à Boulogne-Billancourt, est un peintre et dessinateur français.

## Biographie
Né le 24 juillet 1824 à Lyon, Philippe Dupuis entre à l'école d'art de Lyon en 1838, et en avril 1844 est admis à l'École des Beaux-Arts de Paris, où il étudie avec Léon Cogniet. 
Il meurt en duel le 29 avril 1888 à Paris, tué par son ex-ami le critique et peintre Eugène Habert (1842-1916)1., celui-ci sera acquitté lors de son procès2.

## Œuvre

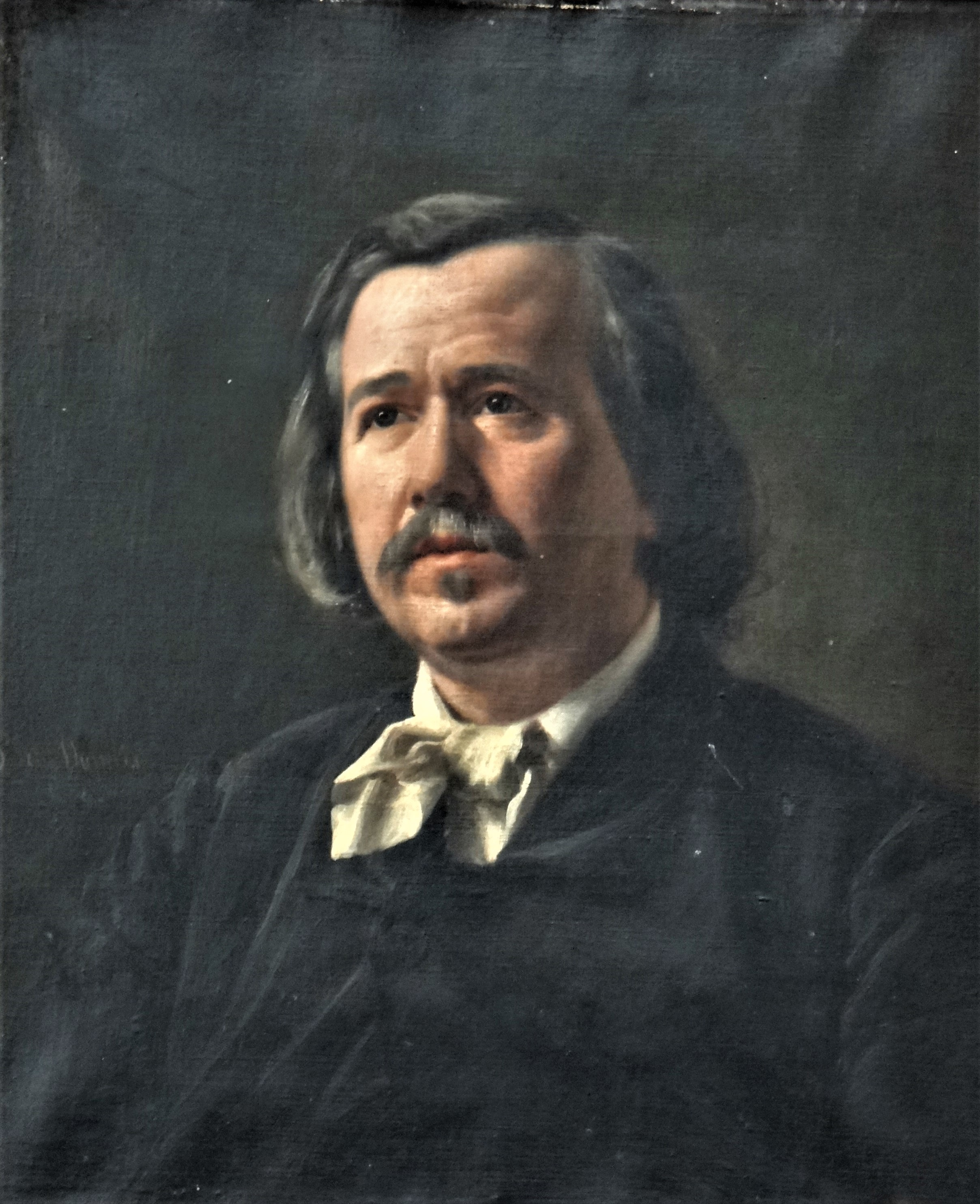
Portrait de Pierre Lachambeaudie par Philippe Félix Dupuis en 1859.